# Ufomammut
Ufomammut — прогрессивная стоунер-рок-группа из Италии, сформированная Пойей, Урло и Витой в 1999 году. Состав оставался неизменным до 2020 года, когда Вита покинул группу, чтобы посвятить себя другим музыкальным проектам. В апреле 2021 года Ufomammut вернулись с новым барабанщиком Левре. Группа разработала звучание, характеризующееся длинными песнями, в центре которых повторяющиеся тяжелые риффы в сочетании с монотонным вокалом и использованием звуковых эффектов и синтезаторов. 
Концерты Ufomammut поддерживаются студией видео и графического искусства Malleus Rock art lab, коллективом рок-художников, в который входят Пойа и Урло.

## История
Вдохновленная как космическим стоунер-роком Kyuss и Monster Magnet, так и такими иконами прогрессивного рока, как Pink Floyd и ранние UFO, группа Ufomammut была образована в 1999 году в Тортоне, Италия. В состав группы вошли Урло (бас-гитара/вокал), Пойа (гитара/клавишные), Элиен (клавишные/гитара) и Вита (ударные). После выпуска дебютного альбома Godlike Snake, который был хорошо принят в 2000 году, Ufomammut время от времени гастролировали и включили отдельные треки в многочисленные сборники и трибьют-альбомы, в первую очередь в Blue Explosion, посвященный Blue Cheer. В 2003 году был записан второй альбом Snailking, на котором Элиена заменил давний продюсер Хендрикс Р. Год спустя альбом был выпущен на The Music Cartel. В конце 2005 года вышел специальный DVD/мини-альбом под названием Lucifer Songs, на котором Ufomammut превратились в трио.
Два года спустя трио сотрудничало с итальянской группой Lento над альбомом Supernaturals: Record One (2007). Меньше чем через год они выпустили новый альбом Idolum (2008), который открыто признал влияние Pink Floyd с парящим женским вокалом в духе «The Great Gig in the Sky» (благодаря Роуз Кемп) и их увлечение построком. В 2010 году они выпустили свой самый провокационный на сегодняшний день альбом Eve – единственный 45-минутный трек, разделённый на пять самобытных частей. Его тема и сюжет представлены как фигура, воплощающая черты Люцифера (бунтарство) и Прометея (деление тайными знаниями). Во время гастролей по Европе и США восторженный приём материала побудил Ufomammut развить свои прогрессивные устремления ещё дальше. Альбом Oro 2012 года был создан как единое десятичастное произведение и был выпущен лейблом Neurot Recordings в двух частях: Oro: Opus Primum появился в апреле, а за ним в сентябре — Oro: Opus Alter, но последний звучал так, будто вышел непосредственно из первой. После этого последовали мировые гастроли и фестивали, занявшие почти два года. Группа начала работу в студии в конце 2014 года и выпустила альбом Ecate весной 2015 года; он также был основан на теме. Название — догреческое имя богини Гекаты, и песни вращались вокруг характеристик ее мифического архетипа: она могла появляться и исчезать из мира людей и управлять не только существами, но и событиями, управляемыми эмоциями. После невероятно успешных выступлений на Roadburn Festival и других фестивалях трио вернулось в Италию.
Осенью 2017 года Ufomammut выпустили альбом 8. Хотя это был восьмой релиз группы, концепция альбома пошла ещё дальше: восемь треков, каждый из которых посвящён своей символической теме, отражающей особенности числа. Захватывающие треки перетекают один в другой без перерыва, словно сет — это один длинный джем. Это также символизирует горизонтальное изображение восьмёрки, превращающейся в символ ∞ известный как символ бесконечности, — создавая непрерывный поток движения, отражающий непрерывную природу альбома. В своих пресс-материалах Ufomammut подчёркивали, что у названия нет единственного варианта произношения: 8 можно — и нужно — произносить на любом языке: «Eight» на английском, «otto» на итальянском, «acht» на немецком, «huif» на французском и т. д.

## Дискография
Студийные альбомы
- Godlike Snake (2000)
- Snailking (2004)
- Lucifer Songs (2005)
- Supernaturals: Record One with Lento (2007)
- Idolum (2008)
- Eve (2010)
- Oro: Opus Primum (2012)
- Oro: Opus Alter (2012)
- Ecate (2015)
- 8 (2017)
- Fenice (2022)
- Hidden (2024)

Сборники
- Stone Deaf Forever! (2000)
- Blue Explosion (tribute to Blue Cheer) (2000)
- The Mob's New Plan (2001)

Прочее
- Satan (demo, 1999)
- XV: Fifteen Years of Ufomammut (DVD, 2014)
- "Warsheep" (single, 2017)
- XX (Live album, 2019)
- Crookhead (EP, 2023)